# Monteverde de Lomo Grande
Monteverde de Lomo Grande este o arie protejată (arie specială de conservare — SAC, sit de importanță comunitară — SCI) din Spania întinsă pe o suprafață de 494,9 ha, integral pe uscat.

## Localizare
Centrul sitului Monteverde de Lomo Grande este situat la coordonatele 28°46′55″N 17°47′37″W / 28.7819°N 17.7936°V.

## Înființare
Situl Monteverde de Lomo Grande a fost declarat sit de importanță comunitară în octombrie 1999 pentru a proteja 2 specii de plante. Situl a fost protejat și ca arie specială de conservare în ianuarie 2010.

## Biodiversitate
Situată în ecoregiunea , aria protejată conține 4 habitate naturale: Păduri de Olea și Ceratonia, Păduri de pin endemic canariene, Pajiști macaroneziene cu vegetație endemică, Păduri macaroneziene de dafin (Laurus, Ocotea).
La baza desemnării sitului se află mai multe specii protejate de  plante (2): Vandenboschia speciosa, Woodwardia radicans.